# Ralf Thienel
Ralf Thienel (* 29. Mai 1959 in Griesheim; † 1. August 1995 in München) ist ein ehemaliger deutscher Ruderer, der 1987 Vizeweltmeister im Doppelzweier wurde.

## Leben und Karriere
Der 1,88 m große Ralf Thienel ruderte anfangs für die RG München von 1972, später war er für den RTHC Bayer Leverkusen aktiv. Bei den Junioren-Weltmeisterschaften 1977 gewann er zusammen mit Peter Desoi im Doppelzweier. Beim Match des Seniors 1978, den inoffiziellen Weltmeisterschaften der U23-Altersklasse, belegte er mit Bernd Fleischmann den sechsten Platz im Doppelzweier, 1979 siegte er im Doppelvierer zusammen mit Dieter Baier, Bernd Fleischmann und Georg Agrikola im Doppelvierer.
1981 wechselte Thienel zum Riemenrudern. Er war 1981 und 1982 Deutscher Meister im Achter, 1983, 1984 und 1986 belegte er den zweiten Platz in dieser Bootsklasse. Bei den Weltmeisterschaften 1981 und 1982 belegte er mit dem deutschen Achter den fünften Platz, 1983 kam das Boot auf den neunten Platz.
1985 trat er zusammen mit Andreas Schmelz im Doppelzweier an, nach dem zweiten Platz bei den Deutschen Meisterschaften erreichten die beiden den fünften Platz bei den Weltmeisterschaften. 1987 siegten Schmelz und Thienel bei den Deutschen Meisterschaften, bei den Weltmeisterschaften in Kopenhagen gewannen die beiden die Silbermedaille hinter den Bulgaren. 1988 erreichten Schmelz und Thienel bei den Deutschen Meisterschaften nur den zweiten Platz. Für die Olympischen Spiele in Seoul war eigentlich kein Doppelzweier vorgesehen, kurz vor den Spielen wurden Christian Händle und Ralf Thienel nachnominiert. im Finale belegten die beiden mit zwei Sekunden Rückstand auf den drittplatzierten Doppelzweier aus der Sowjetunion den vierten Platz.

## Tod
Bei Thienel wurde 1990 ein Hirntumor diagnostiziert, an dem er Anfang August 1995 im Alter von 36 Jahren in München verstarb.